# Косаліт
Козаліт — мінерал з групи сульфідів. Його назва походить від шахти Косала в Мексиці, де він був вперше описаний у 1968 Фредеріком Гентом. Його також називають bjelkit, назва походить від шахти Bjelke у Nordmark, Швеція.
Косаліт має слабкий плеохроїзм. Основними домішками цього мінералу є мідь (Cu) і залізо (Fe). Він крихкий. Зустрічається пір'ястими, радіальними або зернистими скупченнями. Супроводжується сульфідами вісмуту, міді і свинцю, а також кварцом, утворюється в гідротермальних процесах; рідкісні. Це сталь чорного, сірого, сріблястого або білого кольору.
Його можна знайти в Дір-Парку в штаті Вашингтон, Ред-Маунтін на заході Колорадо, Арізона, Канада в Онтаріо та Карібу Майн, Хуркі в Чехії, Кара Оба в Казахстані, Керрок Фелл Майн в Англії, Румунія, Південний хребет Нової Англії Уельс) і Ампаріндравато на Мадагаскарі. Косаліт в Україні не зустрічається.

## Виноски
1. ↑  International Mineralogical Association - Commission on new minerals, nomenclature and classification The IMA List of Minerals (November 2022) — 2022.
2. ↑  Warr L. N. IMA–CNMNC approved mineral symbols // Mineralogical Magazine — Cambridge University Press, 2021. — Vol. 85. — P. 291–320. — ISSN 0026-461X; 1471-8022 — doi:10.1180/MGM.2021.43
3. 1 2  Cosalite mineral information and data (англ.).
4. ↑  Cosalite Mineral Data (англ.).
5. ↑  Cosalite (PDF) (англ.).